# کارپازیو
کارپازیو (به ایتالیایی: Carpasio) یک کومونه در ایتالیا است که در استان ایمپریا واقع شده‌است.

## خصوصیات
کارپازیو ۱۶٫۱ کیلومترمربع مساحت و ۱۸۰ نفر جمعیت دارد.

## خواهرخوانده
شهر Saorge خواهرخواندهٔ کارپازیو هست.